# Edward Brace
Edward Brace est un officier de marine britannique baptisé le 2 juin 1770 à Kimbolton et mort le 26 décembre 1843 à Nore.
Il sert dans la Royal Navy et parvient au grade de Rear admiral.